# Е-150
Е-150 — советский экспериментальный истребитель-перехватчик. Основные задачи, поставленные перед Е-150, формулировались так: автоматическое наведение на цель и автоматическая атака, перехват и уничтожение бомбардировщиков противника на сверхзвуковых скоростях в любых метеоусловиях и при отсутствии оптической видимости.

## История
К сентябрю 1958 г. в цехе опытного производства ОКБ уже был собран первый опытный экземпляр перехватчика Е-150. Более шести месяцев производились наземные проверки системы управления и других систем истребителя. Затем до середины 1960 г. ожидали качественный двигатель, и лишь 8 июля летчик-испытатель ОКБ А. В. Федотов первый раз поднял самолёт в воздух. С этого дня начались заводские испытания, продолжавшиеся до 25 января 1962 г.
С 21 января по 30 марта 1961 г. было выполнено 8 полётов, в которых скорость достигала величины М = 2,1, а высота полёта — 21 000 м. После этого снова пришлось менять двигатель, и Е-150 выполнил ещё 20 полётов. В 28-м полёте на высоте 19 100 м удалось достичь максимальной скорости 2 890 км/ч (М = 2,65), причём ещё оставался запас тяги двигателя. Взлетный вес перехватчика в этом полёте составлял 10 175 кг. Наибольший потолок, достигнутый при испытаниях, составил 22 500 м.
Казалось, наконец-то создана машина, которая так необходима ПВО. Однако на испытаниях опять возникали проблемы с силовой установкой — двигатель Р15-300 изначально имел совсем небольшой ресурс, достаточный лишь для стендовых и наземных отработок с последующей установкой на летательный аппарат для единственного полета. В серийное же производство перехватчик можно было запускать только с хорошо отработанным и надёжным двигателем. Поэтому линию тяжёлых перехватчиков продолжили самолёты Е-152 и Е-152А.

## Техническое описание самолёта Е-150

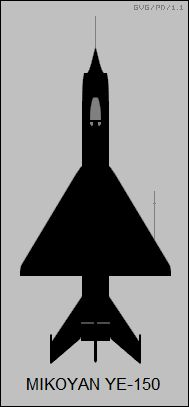
Е-150

Е-150 даже внешне резко отличался от всех ранее построенных машин. Самолёт представлял собой среднеплан с треугольным крылом и фюзеляжем круглого сечения. Фюзеляж напоминал трубу с практически одинаковым диаметром по всей длине. В носовой части фюзеляжа устанавливался конус из диэлектрического материала, в котором располагалась антенна радиолокационной станции «Ураган-56». Эта станция с большой дальностью обнаружения цели могла работать в режиме обзора и сопровождения цели, и была сопряжена с системой управления огнём, а также автопилотом управления. Взаимодействие этих устройств обеспечивало в любых погодных условиях и в любое время суток выполнение направляемого с земли автоматического полёта в заданную зону с последующим захватом цели и выполнением атаки при совмещении цели с меткой радиолокационного прицела самолёта.
Силовая установка состояла из одного двигателя Р15-300. Этот ТРД, развивавший тягу на максимальном режиме 6840 кг и на форсаже 10 150 кг, имел специальный эжектор, который позволял развивать суммарное тяговое усилие до 19 800 кг на скоростях полёта в диапазоне чисел М=2,4-2,5 и существенно уменьшить донное сопротивление.
В связи с высоким аэродинамическим нагревом самолёта на больших скоростях, наиболее теплонапряжённые элементы конструкции должны были выполняться из термостойких материалов (например, из нержавеющей стали).

## Тактико-технические характеристики
Источник данных: Gunston B., Gordon Y., 1998.

Технические характеристики
- Экипаж: 1 пилот
- Длина: 19,3 м
  - без ПВД: 18,14 м
- Размах крыла: 8,488 м
- Высота:
- Площадь крыла: 34,615 м²
- Профиль крыла: ЦАГИ С-9С
- Угол стреловидности по передней кромке: 60°
- База шасси: 5,996 м
- Колея шасси: 3,222 м
- Масса пустого: 8276 кг
- Нормальная взлётная масса: 12 435 кг
- Масса топлива во внутренних баках: 3410 кг
- Объём топливных баков: 4210 л
- Силовая установка: 1 × ТРДФ Р-15-300
  - Бесфорсажная тяга: 1 × 6840 кгс (67,1 кН)
  - Форсажная тяга: 1 × 10150 кгс (99,5 кН)

Лётные характеристики
- Максимальная скорость: 1210 км/ч (М=0,99) у земли
  - на высоте: 2890 км/ч (М=2,72) на 19 100 м
- Посадочная скорость: 285 км/ч
- Практическая дальность: 1500 км
- Практический потолок: 23 250 м
- Время набора высоты:
  - 5000 м за 80 с
  - 20 000 м за 305 с
- Нагрузка на крыло: 359,2 кг/м²
- Тяговооружённость: 0,55 / 0,82 (без форсажа / на форсаже)
- Длина разбега: 935 м
- Длина пробега: 1250 м

Вооружение
- Управляемые ракеты: 2 × К-9